# Coptoprepes nahuelbuta
Coptoprepes nahuelbuta là một loài nhện trong họ Anyphaenidae.
Loài này thuộc chi Coptoprepes. Coptoprepes nahuelbuta được M. J. Ramírez miêu tả năm 2003.